# Jordi Maurici de Saxònia-Altenburg
Jordi Maurici de Saxònia-Altemburg, duc titular de Saxònia-Altemburg (Potsdam 1900 - Redensburg 1991). Duc titular de Saxònia-Altemburg i cap de la casa ducal de Saxònia-Altemburg amb el tractament d'altesa.
Nascut a Potsdam el dia 13 de maig de l'any 1900 essent fill del duc Ernest II de Saxònia-Altemburg i de la princesa Adelaïda de Schaumburg-Lippe. Jordi Maurici era net per via paterna del príncep Maurici de Saxònia-Altemburg i de la princesa Augusta de Saxònia-Meiningen; mentre que per via materna ho era del príncep Guillem de Schaumburg-Lippe i de la princesa Bathildis d'Anhalt.
Des del 1031 va promoure i ensenyar l'antroposofia al voltant del castell de Hamborn. L'any 1936 va llogar la finca propera al Castell. Tot i que el règim nazi va prohibir l'antroposofia, la recerca amb nens discapacitats va continuar a Hamborn fins al juny de 1941, gràcies a la mediació de George Moritz. Comptava amb la protecció de Rudolf Hess, que fins al 1941 va ser partidari de l'antroposofia.  No obstant això, finalment la Gestapo va aturar la investigació i George Moritz, juntament amb el director gerent de la institució Adolf Ammerschläger, van ser posats sota custòdia protectora durant nou mesos i mig.
Jordi Maurici no contragué núpcies. A la mort del duc Ernest II de Saxònia-Altemburg l'any 1955, Jordi Maurici esdevingué duc titular de Saxònia-Altemburg i cap de la casa ducal. Jordi Maurici fou el dipositari de més de cinc segles d'una família alemanya que havia regnat en un petit ducat del centre d'Europa. Malgrat que des de 1918, els Saxònia-Altemburg perderen el tro del ducat, la família havia mantingut intacte el seu prestigi i influència al si de la societat alemanya. Ara bé, amb l'ocupació de l'antic Ducat per part de les tropes soviètiques, els Saxònia-Altemburg perderen la seva capacitat econòmica i amb això, el seu poder en la societat saxona.
Malgrat que el duc Ernest II de Saxònia-Altemburg decidí romandre en territori del ducat tot i l'ocupació russa, el príncep Jordi Maurici abandonà el país i s'establí a Redensburg, a l'actual land de Slesvig-Holstein. Amb la seva mort, l'any 1991 desaparegué el darrer membre de la històrica família dels Altemburg, ja que el seu hereu, el seu germà, el príncep Frederic de Saxònia-Altemburg també morí sense descendència l'any 1985.